# Napoleón Uriburu
Brígido Napoleón Jerónimo Uriburu Arenales (Salta, 8 de octubre de 1836 - Buenos Aires, 8 de septiembre de 1895) fue un militar argentino, que participó en las guerras civiles de su país, en la Guerra del Paraguay, en la Conquista del Desierto y en la conquista del Chaco argentino. Fue también gobernador del Territorio Nacional de Formosa. Era primo de su sucesor en este cargo, José María Uriburu.

## Origen familiar, nacimiento y juventud
Uno de los trece hijos de Evaristo de Uriburu –y, por consiguiente, hermano del futuro presidente José Evaristo Uriburu– y por parte de su madre María Josefa Álvarez nieto del general Juan Antonio Álvarez de Arenales. Estudió en su ciudad natal, y se enroló muy joven en el ejército provincial.

## Primeras campañas
Participó en varias campañas contra los indígenas del Chaco, y combatió en la segunda campaña contra los federales de La Rioja, dirigidos por el general ”Chacho” Peñaloza en 1863. Ese mismo año, el batallón al que pertenecía fue trasladado a la provincia de Jujuy, donde los soldados se amotinaron. Uriburu los persiguió y los derrotó en Los Sauces.
En 1864 participó en la revolución con la que su familia intentó perpetuarse en el poder pero que finalmente fracasó. [cita requerida]
En 1865 marchó a la Guerra del Paraguay como ayudante del general Wenceslao Paunero. Combatió en Corrientes, Yatay, Uruguaiana, Pehuajó, Paso de la Patria, Estero Bellaco, Tuyutí, Boquerón y Curupaytí.
Fue enviado a la guerra contra la revolución de los Colorados, últimos federales del noroeste de la Argentina, y participó en la persecución de Felipe Varela.

## Las campañas del Chaco
En 1869 formó un nuevo batallón de caballería, de reclutas salteños y jujeños; con ellos, al año siguiente, cruzó toda la región chaqueña desde Jujuy hasta la costa frente a Corrientes, cruzando más de mil kilómetros por territorios sin ninguna población blanca, y abriendo nuevas picadas. Su intención fue seguir la misma ruta que habían seguido los unitarios correntinos que habían abandonado a Lavalle en 1841 y regresado a Corrientes. Sometió a varios caciques tobas y wichís en su camino, y envió a la mayor parte de ellos a trabajar en las colonias agrícolas de Salta y Resistencia. [cita requerida]
Apenas regresó a Salta, fue enviado a expulsar una partida militar que había entrado desde Bolivia hasta la zona de la actual Tartagal. Durante varios años fue comandante de la frontera salteña y jujeña del Chaco, con el grado de teniente coronel.
En julio de 1875 asumió como gobernador del Territorio Nacional del Chaco, con el mayor Luis Jorge Fontana como ministro, y con sede en Villa Occidental (actual Villa Hayes, frente a Asunción, en el actual territorio paraguayo). Hizo una importante expedición al interior del territorio, venciendo a varios caciques en su campaña. Reprimió la explotación de los indios en los obrajes de la selva, en que eran tratados prácticamente como esclavos. [cita requerida]
Se trasladó a San Fernando debido a un alzamiento general de las tribus tobas contra los obrajes; intentó mediar entre las partes, pero terminó reprimiendo brutalmente a los indígenas, durante una expedición en abril de 1876, que terminó en una matanza. [cita requerida] Mientras duraba esa expedición, algunos grupos de indígenas guerreros atacaron el poblado de San Fernando, que resistió un sitio terrible durante semanas, hasta que Uriburu logró regresar y vencerlos. El cacique Leoncito, jefe del ataque, terminó sometiéndose.
Trasladó la capital del territorio a la isla del Cerrito, pero poco después la mudó definitivamente al pueblo de San Fernando, que —en honor a la defensa que habían hecho sus habitantes— pasó a llamarse Resistencia, y es hoy la capital de la actual provincia del Chaco.
Uriburu renunció a la gobernación en octubre de 1876.
Volvió al mando de la frontera de Salta, al fuerte Dragones, cerca de Tartagal; reorganizó y avanzó hacia el este el sistema de fortines.

## Las campañas al desierto
En diciembre de 1878 fue destinado a la provincia de Mendoza, como jefe de la 4.ª División del ejército que haría la Conquista del Desierto, bajo el comando supremo del general Julio Argentino Roca. Salió en abril del año siguiente de Fuerte San Martín, y barrió con sus divisiones los valles andinos del sur de Mendoza y el norte del Neuquén, llegando al límite sur que se había establecido por ley para la campaña, sobre el río Neuquén, cerca de la actual Chos Malal.
Juzgando desfavorable su posición, decidió –incluyendo a sus oficiales en su decisión, por medio de una junta de guerra– avanzar hacia el sur, rebasando el límite establecido por ley. Probó distintas ubicaciones para el campamento de su división, y atacó algunas tolderías indígenas pehuenches y ranqueles. [cita requerida] Cabe aclarar que, si bien los ranqueles eran los enemigos que eran perseguidos desde la actual provincia de La Pampa, los pehuenches no eran considerados enemigos, y su ataque no estaba justificado sino como mera conquistas sobre pueblos que nunca habían tenido conflictos con la población blanca. [cita requerida]
Al parecer, para su incursión al sur del río Neuquén había tenido autorización verbal del general Roca. [cita requerida]
Desde allí se dirigió al valle del Río Negro, reuniéndose con el general Roca y las otras divisiones en Choele Choel. Como premio fue ascendido al grado de coronel.
Apenas llegó el general Roca a la presidencia argentina, incluyó en la zona que debía incorporarse a la Argentina a la actual provincia de Neuquén. Era la legalización de la actitud de Uriburu, y esta decisión no pretendía siquiera justificarse por los malones de los indígenas de la región pampeana, sino por la mera ambición de conquista sobre nuevos territorios. [cita requerida] En cumplimiento de esa decisión, Uruburu comandó la columna más occidental en la campaña de 1881, dirigida por el general Conrado Villegas, y que terminó junto al Lago Nahuel Huapi. Durante esta campaña capturó centenares de indios "manzaneros", de las tribus del cacique general Sayhueque. Se trataba de indígenas pacíficos, que ni siquiera participaban en el comercio de ganado robado, como los indios del norte de ese territorio, los pehuenches de los caciques Reuque Curá y Purrán. [cita requerida] La desesperada defensa que intentaron algunos grupos indígenas llevó a nuevas matanzas. [cita requerida]

## Últimos años
En 1882 fue destinado a la provincia de Tucumán, donde se dedicó sobre todo a apoyar al candidato presidencial Dardo Rocha, el fundador de La Plata. En 1888 fue presidente del Tribunal de Justicia Militar, y más tarde inspector de fronteras de la Patagonia oriental y del Chaco centro-meridional.
En 1890 participó en la Revolución del Parque dirigiendo varios cantones, cuya represión costó cientos de bajas a las fuerzas del gobierno. Fue dado de baja del ejército, pero al año siguiente fue beneficiado por una amnistía.
En 1891 fue nombrado gobernador del Territorio Nacional de Formosa. Dirigió una expedición contra los indígenas de su territorio.
Su último destino fue el de director del arsenal de guerra, durante la presidencia de su hermano José Evaristo Uriburu.
Murió de cáncer a la garganta en Buenos Aires, el 8 de septiembre de 1895, un mes antes de cumplir 57 años, y sus restos descansan en el Cementerio de la Recoleta en la misma ciudad.
Actualmente, una avenida de la Ciudad de Formosa lleva su nombre. En su homenaje en 1895 se fundó una colonia en la isla Apipé Grande en la provincia de Corrientes, llamada Colonia General Uriburu, que actualmente se llama Puerto Vizcaíno. Anteriormente en 1894 se fundó un pueblo homenajeando su nombre en la provincia de La Pampa, llamada General Uriburu, que posteriormente pasaría a llamarse simplemente Uriburu.